# Bahía de Corral

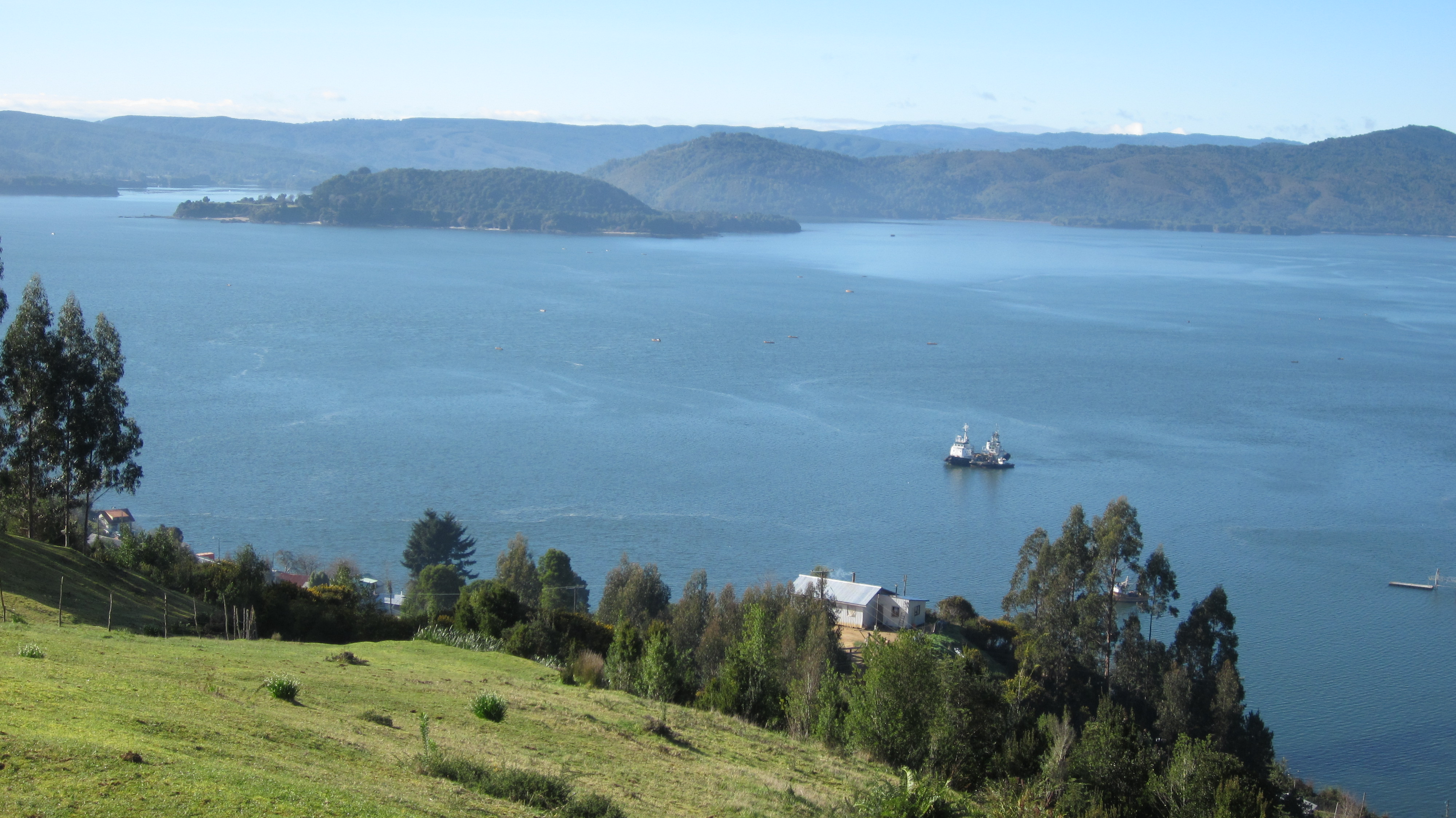
Vista de la bahía de Corral desde el suroeste con Isla de Mancera en el cuadrante superior izquierdo.

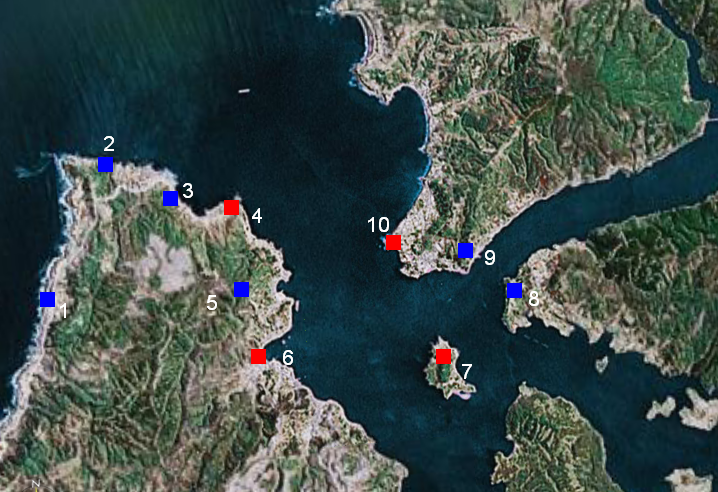
Mapa de la bahía de Corral y la ubicación de las defensas costeras. Los cuatro fortalezas más grandes están marcados con el rojo

La bahía de Corral es una bahía en la desembocadura del río Valdivia, en el sur de Chile. Sus principales poblados son Corral y Niebla. La boca de la bahía se encuentra entre el punto de Juan Latorre y Morro Gonzalo, con un ancho de 5,5 kilómetros[cita requerida]. Todo el año la bahía es transitada por los barcos mercantes, de transporte y de pescado. La bahía es famosa por ser una de las bahías más fortificadas en Hispanoamérica en la época colonial (véase:Sistema de fuertes de Valdivia).